# André Lacroix (Eishockeyspieler)
André Joseph Lacroix (* 5. Juni 1945 in Lauzon, Québec) ist ein ehemaliger kanadischer Eishockeyspieler (Center), der von 1967 bis 1980 für die Philadelphia Flyers, Chicago Black Hawks und Hartford Whalers in der National Hockey League und die Philadelphia Blazers, New York Golden Blades, Jersey Knights, San Diego Mariners, Houston Aeros und New England Whalers in der World Hockey Association spielte.
Lacroix ist – gemeinsam mit Wayne Gretzky, Bobby Orr und Mario Lemieux – einer von vier Spieler, die in der NHL oder WHA in einer Saison über 100 Assists erzielt haben.

## Karriere
Lacroix wurde am 5. Juni 1945 als jüngstes von 14 Kindern in Lauzon, Québec geboren. Als Junior spielte er bei den Quebec Citadelles in der Quebec Junior Hockey League, bevor er zu den Peterborough Petes in die OHA wechselte. Dort verbrachte er zwei herausragende Spielzeiten, die jeweils mit dem Gewinn der Red Tilson Trophy als wertvollster Spieler der Liga gekrönt wurden. Dort agierte er mit Mickey Redmond und Danny Grant in einer Angriffsformation. Bei den Quebec Aces sammelte er in der American Hockey League seine ersten Erfahrungen im Seniorenbereich.
Mit der großen Erweiterung der NHL zur Saison 1967/68 wurden neue Spieler für die Liga gesucht. Die Philadelphia Flyers hatten sich die Quebec Aces als Farmteam gekauft. Lacroix war auf dem besten Weg zum Topscorer der AHL zu werden, als ihn die Flyers für 18 Spiele in die NHL holten. Dies kostete ihn den Titel des Topscorers, aber mit 14 Punkten konnte er in der NHL überzeugen. In den beiden nächsten Jahren war er der Topscorer der Flyers. Nachdem er es dann jedoch zur Saison 1971/72 nicht in den Kader geschafft hatte, gab man ihn an die Chicago Black Hawks ab.
Zur Gründung der World Hockey Association entschied er sich dort sein Glück zu suchen. Bei den Philadelphia Blazers wurde er zum ersten Topscorer der Liga. In der zweiten Saison spielte er für die New York Golden Blades, einem der schwächsten Teams der WHA. Doch auch hier gelang es ihm zu glänzen. Er schaffte 111 Punkte und führte die Liga mit 80 Assists an. Das Team zog noch während der Saison nach New Jersey und später nach San Diego, und so spielte er ab der Saison 1974/75 drei Jahre für die San Diego Mariners, bevor er zu den Houston Aeros wechselte. Die letzte Saison der WHA spielte er mit den New England Whalers. Kein anderer Spieler bestritt mehr Spiele in der WHA als er und auch in den Kategorien Punkte und Vorlagen hält er die Spitzenwerte.
Er blieb bei seinem Team, das in der NHL nun Hartford Whalers hieß, noch für 29 Spiele, bevor er seine Karriere beendete.
Nach seinem Karriereende wurde er als Autor tätig und verfasste u. a. das Werk After The Second Snowfall: My Life On And Off The Ice. Er lebt heute in Cleveland, Ohio.

## Sportliche Erfolge

### Persönliche Auszeichnungen
- QJHL Rookie des Jahres: 1963
- OHA-Jr. First All-Star Team: 1965 und 1966
- Red Tilson Trophy: 1965 und 1966
- Eddie Powers Memorial Trophy: 1966
- Bill Hunter Trophy: 1973 und 1975
- WHA First All-Star Team: 1973, 1974 und 1975
- WHA All-Star Game: 1974

## Rekorde
- 551 Spiele in der World Hockey Association
- 798 Punkte in der World Hockey Association
- 547 Vorlagen in der World Hockey Association
- 106 Vorlagen in eine World Hockey Association-Saison (WHA 1974/75)

### Team-Rekorde
- 113 Punkte in einer World Hockey Association-Saison für die Houston Aeros (WHA 1977/78)
- 77 Vorlagen in einer World Hockey Association-Saison für die Houston Aeros (WHA 1977/78)
- 147 Punkte in einer World Hockey Association-Saison für die San Diego Mariners (WHA 1974/75)
- 106 Vorlagen in einer World Hockey Association-Saison für die San Diego Mariners (WHA 1974/75)
- 473 Punkte in einer World Hockey Association-Saison für das New York Golden Blades/San Diego Mariners-Franchise
- 340 Vorlagen in einer World Hockey Association-Saison für das New York Golden Blades/San Diego Mariners-Franchise
- 124 Punkte in einer World Hockey Association-Saison für die Philadelphia Blazers (WHA 1972/73)
- 74 Vorlagen in einer World Hockey Association-Saison für die Philadelphia Blazers (WHA 1972/73)